# Forêt domaniale de Pafos

Localisation de la forêt domaniale de Pafos.

La forêt de Paphos (grec moderne : δάσος Πάφου / dásos Páfou) est une forêt domaniale située dans les monts Troodos de Chypre avec une superficie de 70 000 hectares. C'est une réserve de chasse permanente depuis 1938. C'est une forêt de type méditerranéen avec à la fois des conifères comme le pin Brutia (Pinus brutia) et le cèdre de Chypre (Cedrus brevifolia) et des feuillus comme le chêne doré (Quercus alnifolia) et le platane oriental (Platanus orientalis).
La forêt de Paphos abrite le mouflon de Chypre (Ovis orientalis ophion), le renard roux et la souris de Chypre (Mus cypriacus). On trouve également dans cette forêt huit espèces de serpents et une grande variété d'espèces de lézards et de grenouilles.